# شهرستان نیر
نیر مرکز شهرستان نیر و یکی از شهرهای استان اردبیل ایران است. این شهر در ۳۰ کیلومتری شهر اردبیل، ۲۰ کیلومتری شهر سرعین و ۴۵ کیلومتری شهر سراب واقع شده‌است که وجود بزرگراه برای ارتباط نیر با
اردبیل باعث اهمیت این شهر شده‌است.
مجموعه‌ های گردشگری بولاغلار نیر  از مکان‌های مهم گردشگری این شهرستان هستند.

## جاذبه‌های گردشگری
این شهر دارای چشمه‌های آب متعدد می‌باشد که معروف‌ترین آن تفرجگاه بولاغلار می‌باشد. این چشمه دارای آبی گواراست که در بخشی از آن پرورش ماهی هم انجام می‌شود. از جمله جاذبه‌های دیگر شهر نیر وجود آبگرم‌های متعدد با خاصیت درمانی می‌باشد که معروف‌ترین آنها سقزچی، گل، قینرجه و بوشلی سویی می‌باشند که درجه حرارت بعضی از آنها تا ۵۶ درجه سانتیگراد نیز ثبت شده‌است و جهت درمان امراض پوستی مفید تشخیص داده شده‌است. وجود منطقه زیبای بولاغلار در این شهر، آب و هوای خنک و طبیعت سبز و دلچسب فصول بهار و تابستان حاکی از پتانسیل مطلوب شهرستان برای گردشگری و توریسم است.
مناطق زیر از جمله مکان‌های باستانی نیر می‌باشند:
- منطقه نمونه گردشگری سبلان
- آبگرم قینرجه و بوشلی سوئی واقع در روستای برجلو
- کاروانسرای شاه عباسی (اردبیل) در گردنه صائین نیر
- سنگ نوشته‌های اورارتویی
- آتشکده‌های باستانی
- تپه‌ها و قبور باستانی
- غارهای باستان قیرمزی کورپو (پل قرمز)
- گورستان باستانی و غارهای مسکونی باستانی در روستای ابوذر
- گورستان قره شیران
- آبگرم قره شیران
- استخر عباسلو
- قلعه بوینی یوغون در روستای کورعباسلو نیر
- سدیامچی
- چشمه های بهشتی بولاغلار

غار و پناهگاه نظامی روستای گلستان در ۸کیلومتری نیر به سمت اردبیل
- تپه باستانی چالاقان

## نیر به روایت تاریخ
دوران ماقبل تاریخی نیر از روی آثار بجا مانده در منطقه و دوران تاریخی منطقه (دهکده، معابد و دژهای صخره‌ای که در دل زمین کنده شده‌اند) قابل مطالعه‌است. به‌طور کلی کثرت معماری‌های صخره‌ای در منطقه که یادمان‌های ماندگار و پایداری از زمان کهن‌اند اولین وسیله شناخت پیشینه تاریخی نیر می‌باشند و دوم متون تاریخی اعم از سالنامه‌های آشور و اوراتور است که نشانگر تحولات تاریخی در آن روزگار پرتلاطم هزار ساله‌است.بناهایی مثل دژ زیر زمینی و نیز متون شاهنامه که سرشار از چنین اشاراتی است مؤید قدمت این منطقه‌است. متون دوران اسلامی نیز موضوع فوق را تأیید می‌کند. چرا که در صحبت از اردبیل در کتاب معتبری چون احسن التقاسیم (قرن ۴ هجری) اشاره به این نکته شده‌است که «بیشتر خانه‌ها را در زیر زمین ساخته‌اند».
بنا به نوشته بلاذری: ‍ «نیر دیهی بود و کوشک کهنه و درهم شکسته‌ای داشت. مرّبن عمر موصلی طایی در آنجا فرود آمد و بنیاد نهاد و پسرانش را در آن سکنی داد که به ظن قوی، اینان کوشکهایی در آن قریه بنا کردند و به صورت شهری درآوردند که احتمالاً باید همان قریه نیر باشد؛ و بازار جابروان را بنیاد نهاده، برزگش ساختند.» یکی از پسران مرّبن علی از سرکشان آذربایجان بود و در سال ۲۱۲ هجری محمد بن حمید طوسی او را دستگیر ساخته به بغداد فرستاد ولی او بار دیگر به آذربایجان برگشته و به حکمرانی خود پرداخت ابن خردابه در کتاب مسالک و ممالک (تألیف سالهای ۲۳۰–۲۳۴) او را خداوند جابروان و نیریز می‌خواند. جابروان یکی از شهرهای آذربایجان بوده و یاقوت حموی می‌نویسد که در نزدیکی نریز (نیر فعلی) بوده ولی از بلاذری نقل شده که در نریز و در نزدیکیهای اردبیل بوده‌است.

## تقسیمات کشوری
- بخش مرکزی شهرستان نیر
  - دهستان دورسون خواجه 
  - دهستان رضاقلی قشلاق

شهرها: نیر
- بخش کوراییم 
  - دهستان مهماندوست
  - دهستان یورتچی شرقی
  - دهستان یورتچی غربی

شهرها: کوراییم

## جشنواره آش
همه ساله در مرداد ماه جشنواره آش‌های محلی درمنطقه بولاغلار برگزار می‌شود که سبب حضور جمعیت کثیری از مسافران و شرکت کنندگان در مسابقه می‌شود. در این جشنواره فرهنگی و هنری انواع آش‌های ایرانی و محلی استان اردبیل از قبیل آیران آشی (آش دوغ)، گیلدیک آشی (آش نسترن وحشی)، اریشته آشی (آش رشته)، آش کشک، آش گوجه، اوماج آشی، سوتلی آش (آش شیر)، آش دیشتیک، آش میوه، یاوان آش، آش حلیم، آش کلم، سوپ، خشیل (کاچی)، یارما آشی، آش آبغوره، آش ماست چکیده، آش جو، آش شله قلمکار، آش کشک، شله زرد و ایمام آشی (آش امام) تهیه و عرضه می‌شود.